# Mitridate III del Ponto
Mitridate III (in greco: Mιθριδάτης; 250 a.C. circa – 185 a.C. circa) fu il quarto re del Ponto, probabilmente figlio di Mitridate II.

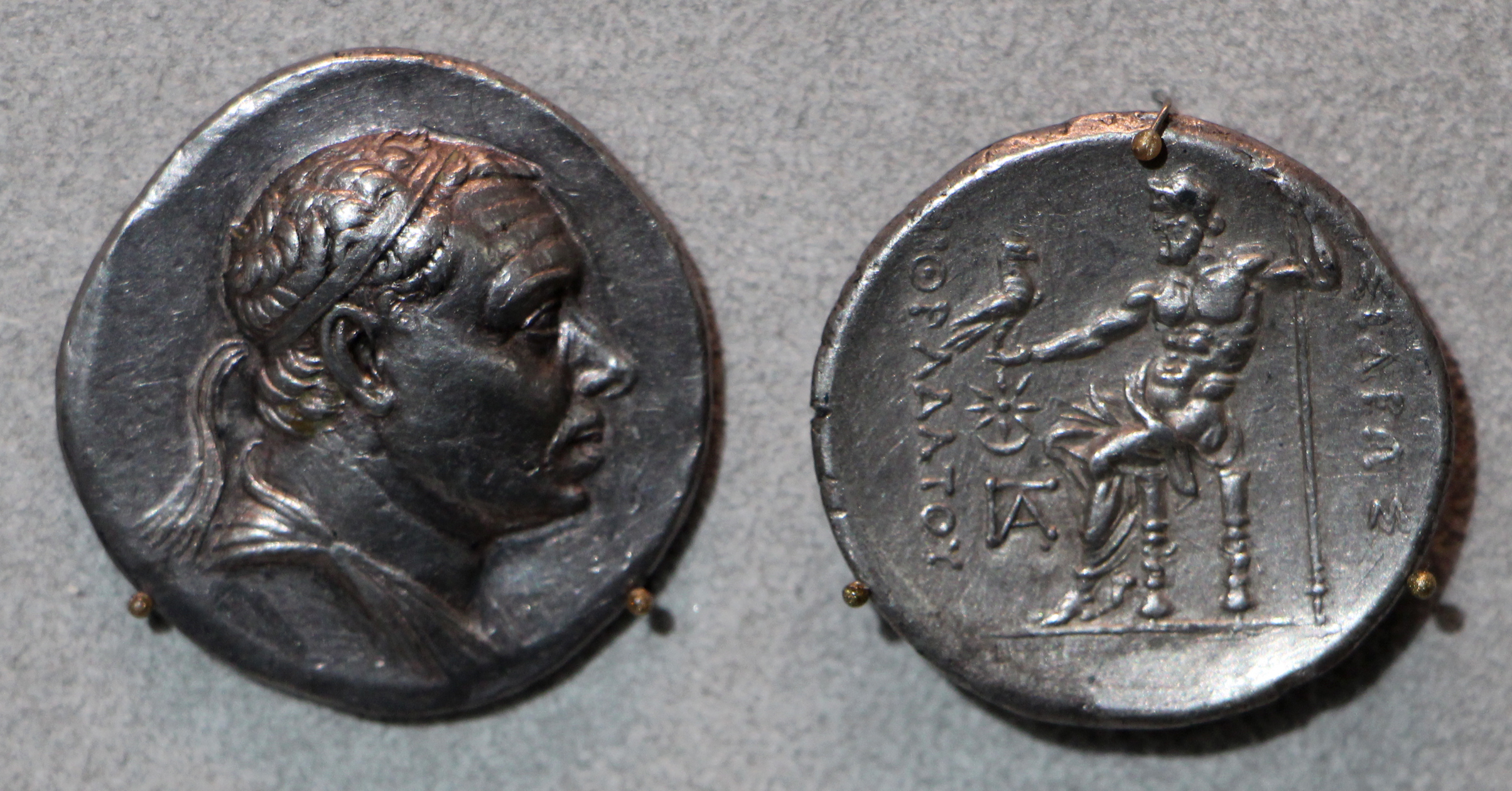
Tetradracma di Mitridate III

Può aver regnato in un periodo, non definibile con certezza, compreso tra il 220 a.C. e il 190 a.C. circa, di cui niente si conosce, poiché il regno del Ponto sparì dalla storia. La sua stessa esistenza viene contestata da alcuni storici, anche se è necessario considerare l'indicazione di Appiano riguardo a Mitridate Eupatore come l'ottavo re della dinastia e il sesto che porta questo nome.